# Amalaraeus improvisus
Amalaraeus improvisus är en loppart som först beskrevs av Ioff 1946.  Amalaraeus improvisus ingår i släktet Amalaraeus och familjen fågelloppor. Inga underarter finns listade i Catalogue of Life.